# James Taylor senior
James Taylor senior (* 6. Januar 1870 in Coolaney, County Sligo, Irland; † 29. März 1953 in New York, New York, USA) war ein irisch-amerikanischer Geschäftsmann und von ca. 1903 bis zu seinem Tod Leiter der Raven-Brüder.

## Leben
Als Jugendlicher ging Taylor nach Paisley in Schottland, um dort eine kaufmännische Ausbildung im Leinengewerbe zu absolvieren. 1884 wurde er dort in die „geschlossene“ Brüdergemeinde aufgenommen. 1888 emigrierte er nach Nordamerika und ließ sich zunächst in St. John’s (Neufundland) nieder; ein Jahr später zog er nach New York, wo er bei einem Leinenimporteur Arbeit fand. Um 1892 heiratete er Estelle Garrett aus Baltimore; aus der Ehe gingen sechs Kinder hervor, darunter James Taylor junior. Estelle Taylor starb 1901 im Alter von 33 Jahren nach der Geburt ihres sechsten Kindes.
Als sich die „geschlossenen Brüder“ 1890 über die Lehren Frederick Edward Ravens spalteten, schloss sich Taylor den Unterstützern Ravens an (die in New York nur eine kleine Minderheit bildeten) und unterzeichnete eine entsprechende Erklärung. 1898 und 1902 kam Raven zu Vortragsreisen in die USA, wo ihm Taylor als regelmäßiger Besucher auffiel. Es entwickelte sich eine gute Beziehung, die die Grundlage für Taylors spätere Führungsposition unter den Raven-Brüdern bildete. Taylor besuchte Raven kurz vor dessen Tod 1903 noch einmal in England.
Durch Vorträge und Konferenzen wurde Taylor unter den Raven-Brüdern bald allgemein bekannt; seine Geschäftsreisen durch die USA und Kanada nutzte er regelmäßig zum Besuch der Gemeinden. Bereits 1904/05 hatte er in Nordamerika ein so großes Ansehen, dass Proteste gegen seine Lehrauffassungen – in Chicago hatte er u. a. behauptet, „Errettung“ werde nur in der „Versammlung“ (= Gemeinde) gefunden bzw. verwirklicht – mit dem Hinweis zurückgewiesen werden konnten, Taylor sei ein „Gesalbter des Herrn“. Ab etwa 1910 reiste er jedes Jahr geschäftlich nach Großbritannien und Irland und hielt auch dort Vorträge und Konferenzen ab, die seine Position festigten. In England lernte er auch seine zweite Frau kennen, Georgina Brown (1870–1963) aus Barnet bei London, die er 1913 heiratete. Diese Ehe blieb kinderlos.
1918 gründete sein Sohn James Taylor jun. in New York eine eigene Firma (Taylor Linen Company), in die 1919 auch James Taylor sen. und andere Familienmitglieder eintraten.
In den folgenden Jahren führte Taylor – wie sein Vorgänger Raven – eine Reihe von dogmatischen Neuerungen ein, die die Raven-Brüder immer weiter von ihren Ursprüngen in der Brüderbewegung entfernten. Ab 1918 verkündigte er die Lehre, dass in der heutigen „Zeit des Verfalls“ keine Gemeindezucht nach 1. Korinther 5 mehr möglich sei; vielmehr könne man sich nur noch nach 2. Timotheus 2 von den Betreffenden „zurückziehen“ (was in der Praxis aber auf das Gleiche hinauslief). Ab Juni 1929 (Konferenz in Barnet) äußerte er, dass die Bibel nicht eindeutig aussage, in welcher Beziehung die göttlichen Personen der Dreieinigkeit vor der Fleischwerdung zueinander standen, sodass man nicht vom „ewigen Sohn“ sprechen könne. Ab 1942 deutete er an, dass neben dem Vater und dem Sohn auch der Heilige Geist in Gebet und Lied angesprochen werden könne (was in der Brüderbewegung bis dahin nicht üblich gewesen war); ab Ende 1948 wurde dies in den Gemeinden der Raven-Brüder praktiziert.
Alle diese Neuerungen lösten vereinzelte Proteste aus und hatten Abspaltungen kleiner Gruppen zur Folge; für die Mehrheit der Raven-Brüder war die Führungsrolle Taylors jedoch inzwischen so unumstritten, dass sie jede neue Lehre als Offenbarung des Heiligen Geistes annahmen. Seit Ende der 1930er Jahre wurde Taylor als „der Mann Gottes“ bezeichnet, dessen „Dienst“ von Gott autorisiert sei; durch ihn gebe der Geist Gottes heute ein größeres Verständnis, als selbst die Apostel es hatten, weshalb sein „Dienst“ von mindestens ebenso großer Bedeutung sei wie die Heilige Schrift.
In den über 50 Jahren seiner Predigttätigkeit besuchte Taylor mehr als 300 Orte in den USA, Kanada, England, Schottland, Irland, Frankreich, Deutschland, Norwegen, Dänemark, Schweden, Jamaika, Barbados, Südafrika, Ceylon, Australien und Neuseeland. Nahezu alle Vorträge und Konferenzen wurden mitprotokolliert und in Buchform herausgegeben (Ministry by J. Taylor; in der ersten Ausgabe 212 Bände, später zu 100 Bänden zusammengefasst). 1955 erschienen postum zwei Bände Letters of James Taylor; später wurden noch zwei weitere Bände mit gesammelten Briefen herausgegeben.
Nach Taylors Tod 1953 bestand unter den Raven-Brüdern zunächst mehrere Jahre Unklarheit über die Führerschaft, bis sich Taylors Sohn James Taylor jun. 1960 durchsetzen konnte.